# Gymnothorax pikei
Gymnothorax pikei és una espècie de peix de la família dels murènids i de l'ordre dels anguil·liformes.

## Morfologia
Els mascles poden assolir els 77 cm de longitud total.

## Distribució geogràfica
Es troba a Maurici i Papua Nova Guinea.